# Moerasschildpadden
Moerasschildpadden ook wel moerasschildpadden van de Nieuwe Wereld of zoetwaterschildpadden (Emydidae) zijn een familie van waterminnende schildpadden. De bekendste soort is de Europese moerasschildpad (Emys orbicularis), die soms in Nederland wordt aangetroffen, maar dit zijn verdwaalde exemplaren uit Duitsland.
Deze familie komt voor in Eurazië, noordelijk Afrika en in Noord en Zuid-Amerika. Veel soorten moerasschildpadden hebben een vrij plat schild om beter te zwemmen. De maximale schildlengte van deze familie loopt uiteen van 8 tot 50 centimeter, zoals de matamata. In totaal zijn er ongeveer vijftig soorten verdeeld in twaalf geslachten.
Moerasschildpadden zijn altijd in de buurt van water te vinden, maar veel soorten zonnen graag, meestal op een boven het water uitstekende tak zodat ze bij gevaar snel kunnen onderduiken.

## Moerasschildpadden als huisdier
Schildpadden worden weleens als huisdier gehouden. Soms zijn dit soorten uit andere families, zoals de matamata en enkele slangenhalsschildpadden, maar de bekendste soorten behoren tot de moerasschildpadden. De bekendste zijn de roodwangschildpad, de geelbuikschildpad en de geelwangschildpad, drie ondersoorten van de lettersierschildpad (Trachemys scripta). Ook de onechte landkaartschildpad, de landkaartschildpad, de sierschildpad en de roodbuiksierschildpad zijn wat bekender. Lang niet alle moerasschildpadden kunnen in gevangenschap worden gehouden, veel soorten zijn zeldzaam of hebben een complexe levenswijze of dieet.

### Verzorging
Vaak sterft het diertje in gevangenschap al na één jaar terwijl veel soorten in de natuur tientallen jaren oud kunnen worden. Dit komt vaak door een combinatie van verkeerde huisvesting, ongeschikt voedsel en veel onwetendheid. Zo mag een schildpad nooit in de tocht staan, moeten alle soorten ruim worden gehuisvest en dient het water regelmatig ververst en schoongemaakt te worden. Laat men dit na dan heeft het dier binnen de kortste tijd een oogontsteking, of ergere aandoeningen als schildrot, een beruchte schildpaddenziekte.
Men koopt in de regel een zeer jong dier, dat er door zijn relatief grote kop en actieve gezwem aandoenlijk uitziet. Bovendien zijn jonge dieren altijd 'gaaf', ze zien er (nog) gezond uit. De behuizing laat nog al eens te wensen over, en bestaat in het ergste geval uit een ovaal bakje van nog geen 40 centimeter doorsnede met een eilandje in het midden, vaak met een plastic palmboom ter decoratie. In werkelijkheid stellen schildpadden veel meer eisen aan de huisvestingsomstandigheden om zich op hun gemak te voelen.
Een volwassen moerasschildpad heeft in de regel een wateroppervlak nodig van minstens een vierkante meter per dier. Jongere exemplaren kunnen het best in een aquarium gehouden worden maar oudere moerasschildpadden hebben een schildlengte van ongeveer 20 - 30 centimeter. Ze hebben een waterdiepte nodig die ongeveer met hun schildlengte correspondeert en tevens zijn enkele schuilplaatsen benodigd.

### Voedsel
Moerasschildpadden hebben net zoals alle schildpadden een goed ontwikkeld spijsverteringsstelsel. Ze zijn meestal omnivoor en eten zowel dierlijk als plantaardig materiaal. Jongere dieren moeten nog groeien en hebben meer bouwstoffen nodig, in de natuur eten ze vaak insecten, kleine kreeftachtigen en andere ongewervelden. Hiervoor zijn speciale preparaten in de handel verkrijgbaar, die bestaan uit gedroogde garnaaltjes, duikerswantsen en andere waterdiertjes.
Het is echter een groot misverstand dat ook oudere, en zelfs volwassen dieren van dit soort voer leven. De schildpadden worden hier dik van en bovendien eet een volwassen dier veel meer dan een jonger dier. Het wordt hierdoor een dure hobby, terwijl veel moerasschildpadden gewoon met de pot mee-eten. Slechts af en toe van dit soort preparaten aanbieden zal het dier waarderen als tussendoortje maar als hoofdvoedsel zijn ze ongeschikt.
Als voedsel kan vlees, vis en groenten worden gevoerd. Geschikte vleesproducten zijn bijvoorbeeld biefstuk, tartaar en gehakt. Vis is voor een aantal soorten belangrijk en kan zowel levend als ontdooid worden aangeboden, maar een nadeel van veel vis is dat de ontlasting ontzettend gaat stinken. Ook geweekte kattenbrokjes worden wel geaccepteerd.
Geschikt groenvoer is andijvie en appel, zeer ongeschikt zijn sla en banaan, die beide diarree veroorzaken en banaan bevat daarnaast veel suiker.
Ook levend voedsel wordt gewaardeerd, te denken valt aan huiskrekels, wasmotten, meelwormen, moriowormen en sprinkhanen. Ook jonge nestmuizen of pinkies kunnen worden gevoerd, maar alleen ontdooide exemplaren en geen levende.
Een gevarieerd menu met af en toe een vitaminepreparaat is voldoende voor de schildpad om aan vitaminen en mineralen te komen, maar kalk kan het best regelmatig worden aangevuld door het aanbieden van gemalen stukjes eierschaal of sepiaschuim, de skeletschelp van zeekatten. Vitaminen en kalk moeten niet worden overdreven, omdat een teveel ervan ook niet goed is.

### Galerij: bekende soorten
Klik op de link (niet op de foto) om naar de soort te gaan.

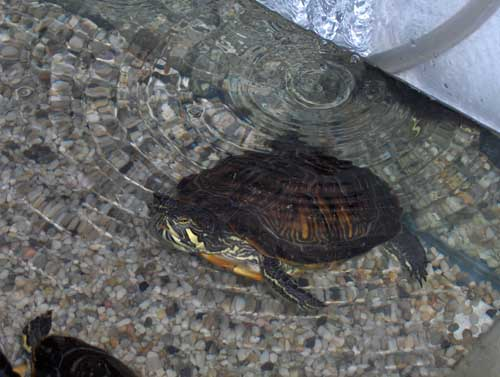
Geelwangschildpad (Trachemys scripta troosti)
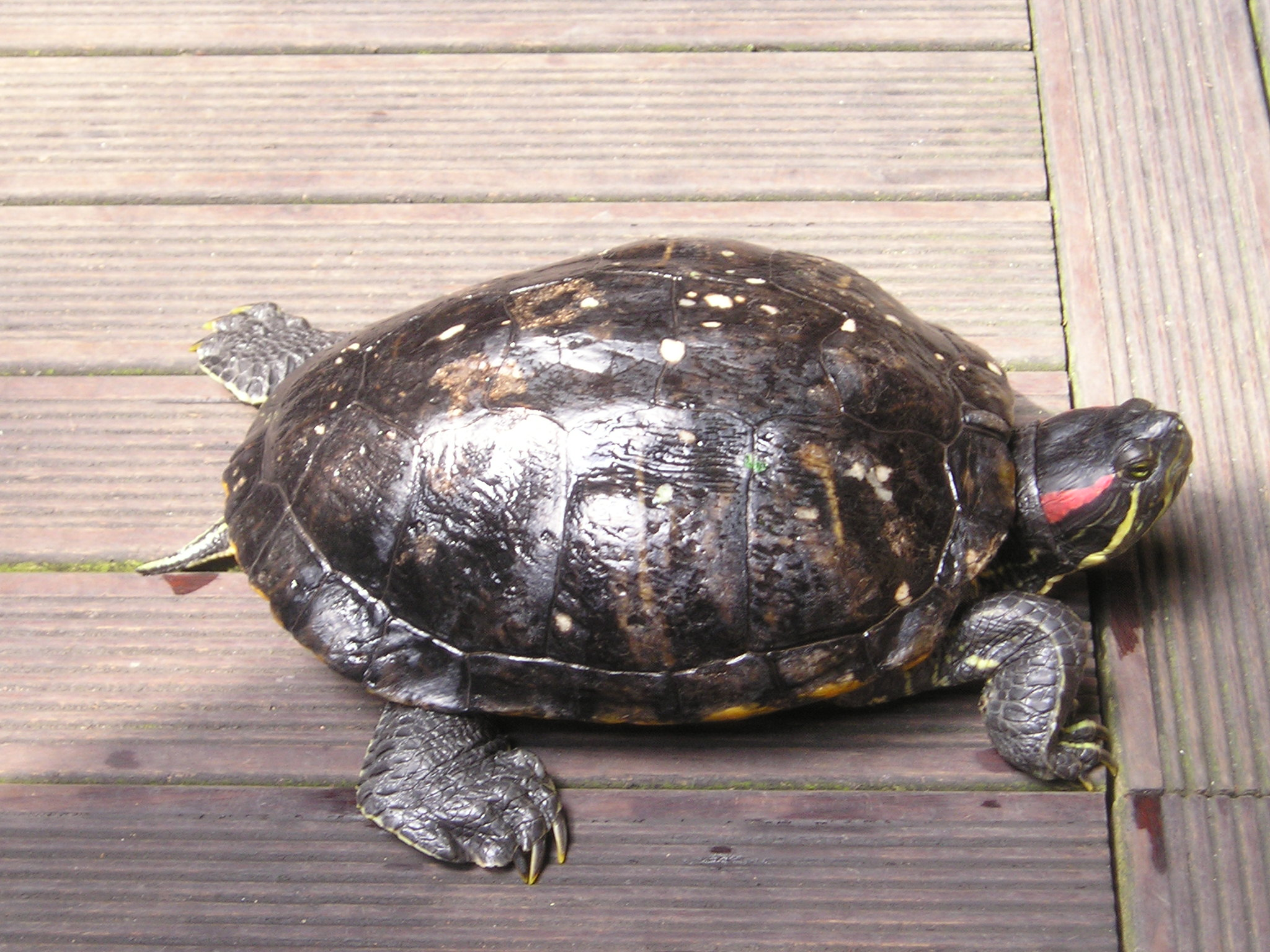
Roodwangschildpad (Trachemys scripta elegans)
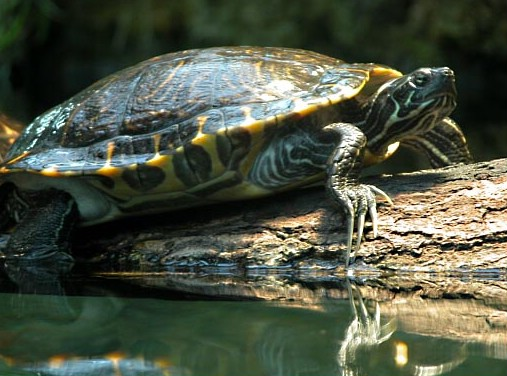
Geelbuikschildpad (Trachemys scripta scripta)
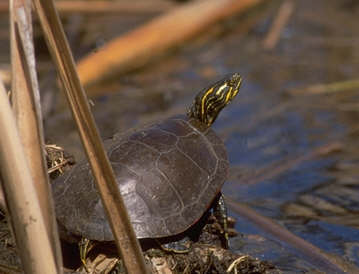
Sierschildpad (Chrysemys picta)

## Taxonomie
Familie Emydidae
- Geslacht Actinemys
- Geslacht Chrysemys
- Geslacht Clemmys
- Geslacht Deirochelys
- Geslacht Emydoidea
- Geslacht Emys
- Geslacht Glyptemys
- Geslacht Graptemys
- Geslacht Malaclemys
- Geslacht Pseudemys
- Geslacht Terrapene
- Geslacht Trachemys